# Powiat
 (avril 2024).
Si vous disposez d'ouvrages ou d'articles de référence ou si vous connaissez des sites web de qualité traitant du thème abordé ici, merci de compléter l'article en donnant les références utiles à sa vérifiabilité et en les liant à la section « Notes et références ».

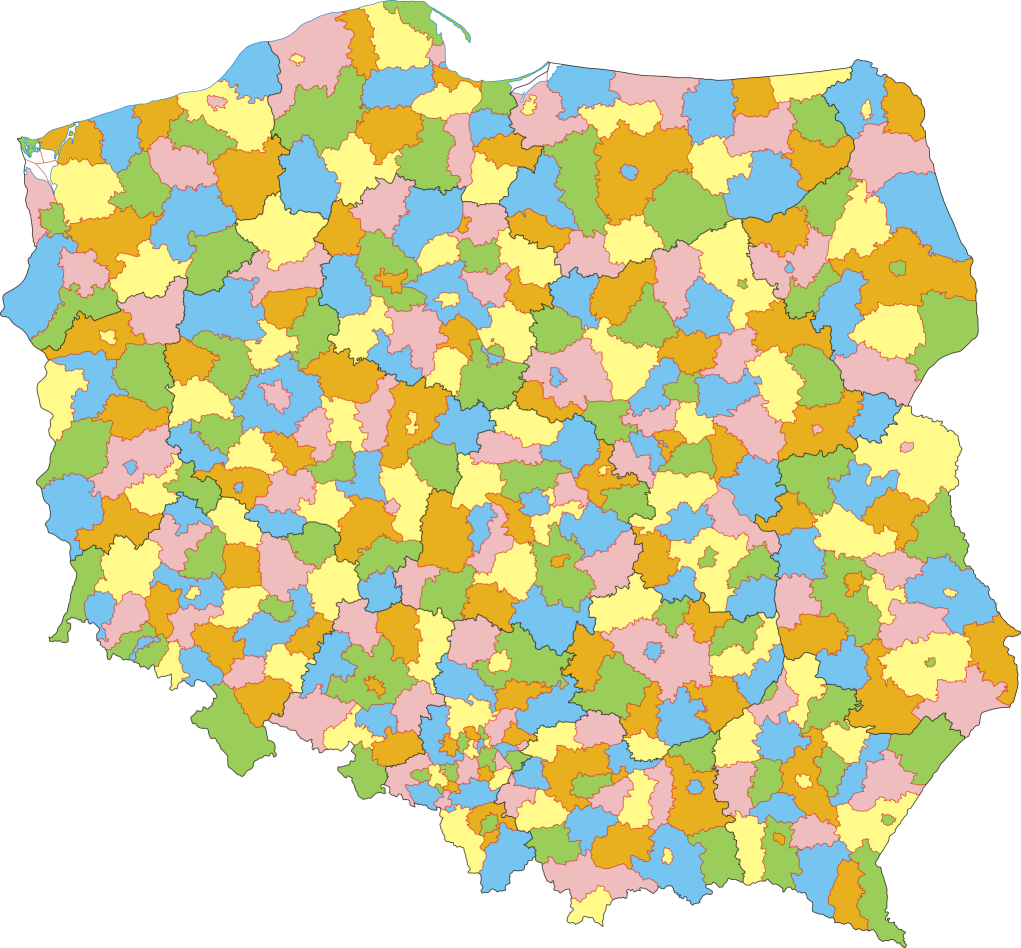
Carte des 380 powiats de Pologne.

Le powiat, en français : « district » ou « arrondissement », est, en Pologne, la division administrative et collectivité territoriale intermédiaire entre la voïvodie (la région administrative) et la gmina (la commune).
Le pouvoir exécutif est exercé par le staroste élu par l'assemblée locale, le conseil de powiat, élu au suffrage universel direct le même jour que les diétines de voïvodie, les conseils municipaux et les maires.
La première mention des powiats remonte au milieu du XIVe siècle. Supprimés par la réforme administrative de 1975 qui multipliait le nombre de voïvodies, ils ont été recréés par la loi du 5 juin 1998, entrée en vigueur le 1er janvier 1999. Il existe donc depuis 1999 deux types de powiat en Pologne :
- les powiaty ziemskie (les districts ruraux ou powiats ruraux), qui rassemblent le plus souvent entre 5 et 15 communes ;
- les miasta na prawach powiatu (les villes ayant rang de district, villes-districts ou villes-powiats), qui sont constituées d'une commune unique et où la municipalité dispose des prérogatives dévolues ailleurs au powiat.

Au niveau statistique, les régions UAL 1 (ex-NUTS 4) correspondent à peu près aux powiats.

## Statistiques
Le découpage en powiats est le suivant :
- 314 districts ruraux (ou powiats ruraux), parmi lesquels :
  - le powiat rural de Białystok, ce district, qui est le plus étendu du pays (2 976 km2), a pour siège Białystok alors que cette ville n'en fait pas partie (ville-district autonome),
  - le powiat rural de Poznań, avec 288 012 habitants, c'est le district rural le plus peuplé, et comme pour le précédent, il ne comprend pas la ville de Poznań (ville-district autonome),
  - le powiat de Bieruń-Lędziny, seulement 158 km2, le plus petit des districts ruraux du pays,
  - le powiat de Sejny, seulement 21 454 habitants en 2005, le moins peuplé ;
- 66 villes-districts (ou villes-powiats), parmi lesquelles :
  - Varsovie, avec ses 517 km2 et ses 1 700 000 habitants, la capitale est à la fois la plus grande ville-district du pays et la plus peuplée,
  - Świętochłowice, la moins étendue des villes-districts (13 km2),
  - Sopot, la moins peuplée des villes-districts (40 075 habitants) ;

Il y a donc au total 380 powiats, ce qui fait une moyenne de 823 km2 et environ 100 000 habitants par powiat.

## Traduction et équivalences
Le powiat n'est pas l'équivalent polonais du département français ou du comté américain. Le powiat, nettement plus petit qu'un département français, ne jouit pas du même statut historique et symbolique (il n'existe par exemple pas de gentilé pour désigner les habitants des powiaty ; sauf à quelques rares exceptions, on parle simplement du « powiat de telle ville »), et sur le plan administratif, tant par son organisation que par son degré d'autonomie, plus réduits, le powiat n'est pas assimilable au département. Cela tient essentiellement au fait que c'est la voïvodie qui joue le rôle de division première en Pologne (dont le powiat n'est qu’une subdivision) alors qu'en France, le département précède la région. Par ailleurs, durant la période du duché de Varsovie, les départements, divisés en powiats (districts), correspondaient plutôt aux voïvodies.
La référence au « canton » français n'est pas beaucoup plus pertinente, les gminas polonaises rassemblant déjà en milieu rural une bonne dizaine de villages et hameaux dans une seule entité administrative, un peu à l'image des communautés de communes en France. Le périmètre d'un canton français est donc souvent beaucoup plus proche de celui d'une gmina que de celui d'un powiat.
En revanche, il serait déjà moins discutable de comparer le powiat polonais à l’arrondissement français ou belge (341 arrondissements français pour 675 000 km2, soit 1 600 km2 par arrondissement en moyenne, contre 379 powiats polonais pour 312 000 km2, soit 823 km2 en moyenne) : ainsi, un powiat équivaut à peu près à la moitié d'un arrondissement français moyen.
Le terme de district a l'avantage de ne pas désigner en France de nos jours une entité administrative précise. Cette neutralité évite justement d'induire des analogies difficiles à établir entre des collectivités territoriales fondamentalement différentes d'un pays à l'autre. C'est ce terme qui est utilisé dans la version française de la constitution du Duché de Varsovie.